# Carbonville
Carbonville – jednostka osadnicza w Stanach Zjednoczonych, w stanie Utah, w hrabstwie Carbon.